# Dětmar z Merseburku
Dětmar z Merseburku, též Thietmar Merseburský (25. července 975 – 1. prosince 1018), byl biskup v Merseburgu a známý kronikář. Ve svém díle se věnoval především dějinám Saska, ale zachytil také mnohé důležité informace o Čechách a Polsku. Velebil německé panovníky ze saské dynastie a jejich úspěchy při východní expanzi.

## Život

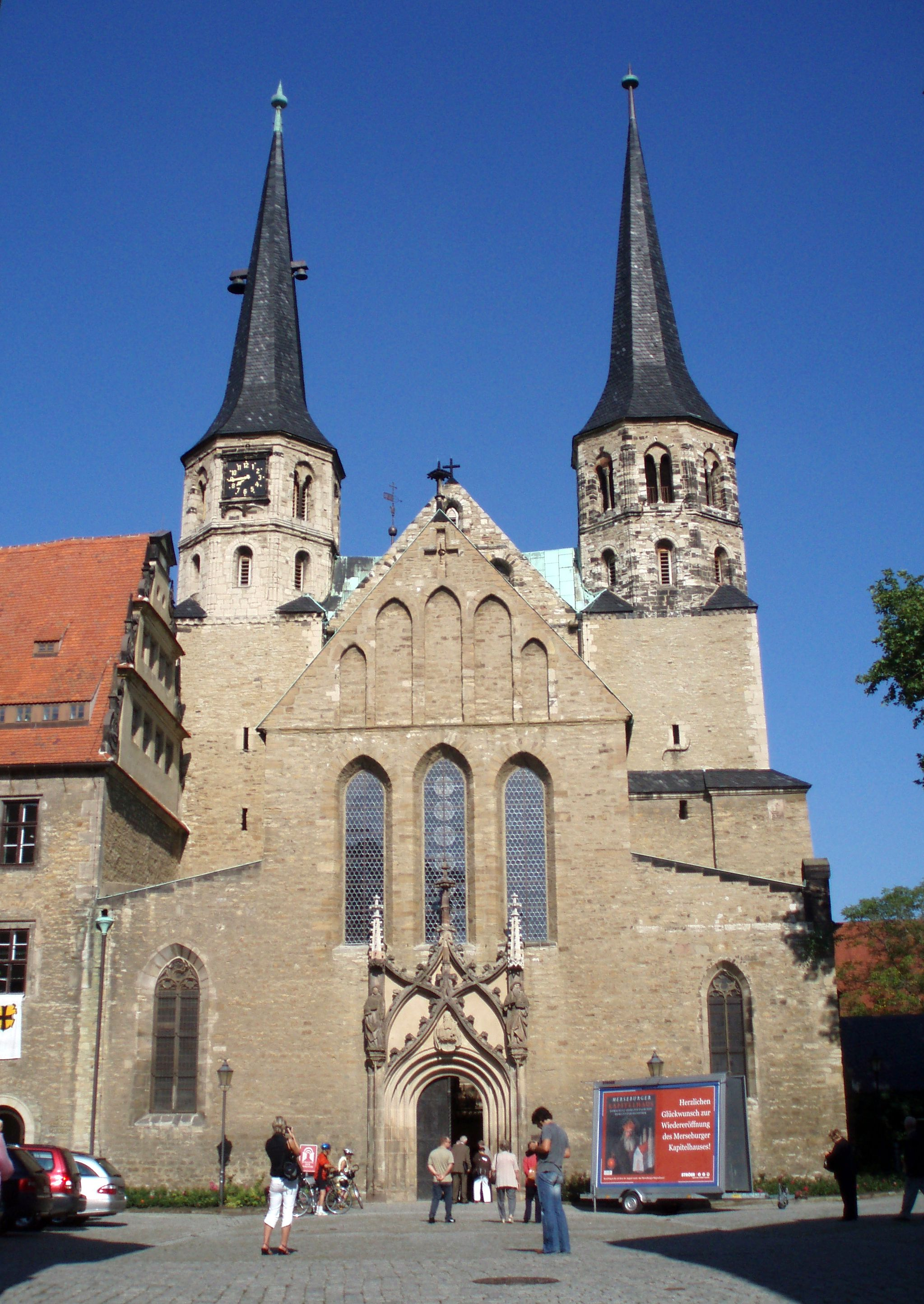
Katedrála v Merseburgu, Dětmarovo působiště

Narodil se jako třetí z pěti synů hraběte Siegfrieda z Walbecku a Kunhuty ze Stade. Sám o sobě napsal, že byl nevelkého vzrůstu, měl v mládí přeražený nos a tvář znetvořenu hnisajícím vředem. Protože náležel k významné saské šlechtické rodině, vyrůstal nejprve pod dohledem své tety Emnildy  v quedlinburském klášteře sv. Serváce, kde se mu dostalo prvního vzdělání, a po otcově přímluvě v roce 987 vstoupil do proslulého  kláštera sv. Jana na Hoře v Magdeburku. Péčí opata Rikdaga si doplnil vzdělání do té míry, že se v šestnácti letech mohl stát kanovníkem metropolitní kapituly. Po otcově smrti v roce 991 byl chtivým strýcem Liutharem nucen k finančnímu vypořádání dědictví a k jeho poručnictví. O tři roky později mu hrozilo, že bude jako rukojmí vydán do rukou baltských pirátů. Když roku 997 zemřela i jeho matka, přišla s dědictvím statků strýcova nová žaloba. Roku 1002 se konečně podařilo vyplatit chtivé příbuzenstvo a Dětmar se z titulu probošta ujal správy rodového kláštera ve Walbecku. Vykonal kajícnou pouť do Kolína nad Rýnem a sblížil se s magdeburským arcibiskupem Taginem. S jeho pomocí a přímluvou u královského dvora se Dětmarovi podařilo získat nejen kněžské svěcení, ale i biskupství v Merseburku. Stal se Taginovým sufragánem a doprovázel jej jako zpravodaj na různých cestách, například roku 1007 na válečné výpravě do Polska. Dětmarova slavnostní biskupská konsekrace se pro neshody královských rádců konala teprve 24. dubna 1009. Stal se také důvěrníkem císaře Jindřicha II., který navštěvoval jeho merseburskou falc, tím Dětmar získal vhled do státních záležitostí, který využil ve své kronice. Poslední část Dětmarova života vyplnila obnova biskupství  a starost o rodový klášter ve Walbecku, který roku 1011 vyhořel. Zahájil roku 1015 přestavbu kostela, zemřel však před jeho vysvěcením.

## Hrob

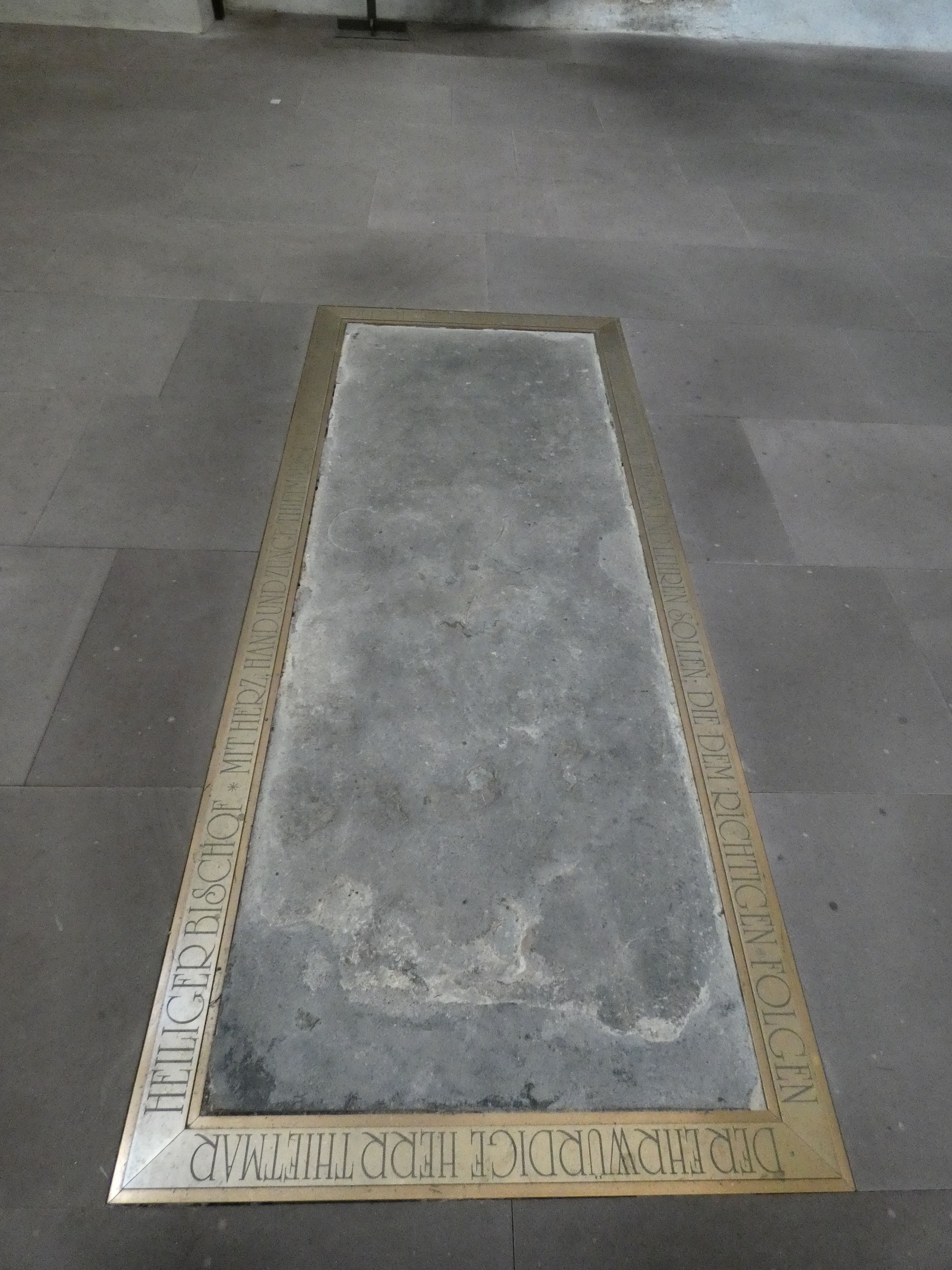
Dětmarův hrob

Dětmar je pohřbený v boční (biskupské) kapli merseburského dómu. Pískovcová náhrobní deska s ošlapanými zbytky nápisu byla při rekonstrukci dómu po druhé světové válce vyzvednuta na novou dlažbu a vsazena do bronzového rámu s novým nápisem. Epitaf s latinským čtyřverším, který k ní byl doplněn ve 12. století, se v originále nedochoval. Jeho text je vyryt na rámu náhrobku.

## Kronika

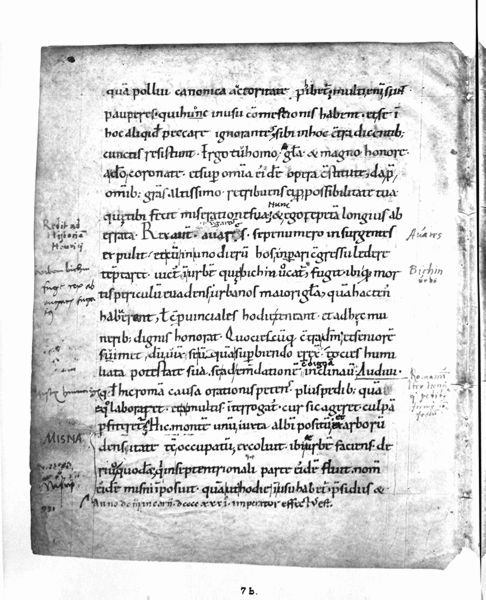
Faksimile jedné strany Dětmarovy Kroniky

Mezi lety 1012 a 1018 Dětmar diktoval Chronicon neboli Kroniku postupně osmi různým písařům svého skriptória. Glosy a přípisy na okraji stránek dosvědčují, jak se Dětmar vracel k již hotovému textu a novými epizodami narušoval přirozený spád vyprávění událostí.  
Kronika obsahuje osm knih, které se zabývají obdobím mezi léty 908 a 1018. Při psaní historie časnějších let vychází z díla mnicha Widukinda z Corvey Rerum gestarum Saxonicarum libri tres (Tři knihy o činech Sasů), Annales Quedlinburgenses a dalších zdrojů. Pět knih zahrnujících pozdější dobu je výsledkem líčení očitých svědků, Dětmarových vzpomínek a jeho vlastního poznání. Texty kroniky dal Dětmar přečíst a posoudit svému bratrovi Siegfriedovi, opatovi kláštera v Magdeburku (1009-1022) a poté biskupovi v Münsteru (1022-1032). 
Dílo bylo roku 1570 odvezeno do Drážďan, kde bylo v únoru roku 1945 při spojeneckém bombardování velmi poškozeno a jen několik málo listů z něj zůstalo neponičeno. Kompletní faksimilii zveřejnil L. Schmidt v roce 1905.